# Vincent Schmidt
Vincent Schmidt (Enschede, 10 januari 1996) is een Nederlands voetballer die voornamelijk als linksback speelt.

## Carrière
Vincent Schmidt speelde in de jeugd van Sparta Enschede en FC Twente. Hij debuteerde voor FC Twente op 15 april 2016, in de met 1-1 gelijkgespeelde uitwedstrijd tegen De Graafschap. Hij kwam in de 78e minuut in het veld voor Jerson Cabral. Sindsdien speelt Schmidt zijn wedstrijden voor Jong FC Twente. In het seizoen 2017/18 werd hij voor het hele seizoen verhuurd aan Vendsyssel FF, maar hij keerde na een maand alweer terug. In januari 2018 werd hij verhuurd aan HHC Hardenberg, waar hij in de zomer definitief naar vertrok. Na een seizoen vertrok hij naar Excelsior '31.

### Statistieken
| Seizoen                        | Club             | Land           | Competitie     | Competitie | Competitie | Beker | Beker | Totaal | Totaal |
| Seizoen                        | Club             | Land           | Competitie     | Wed.       | Dlp.       | Wed.  | Dlp.  | Wed.   | Dlp.   |
| ------------------------------ | ---------------- | -------------- | -------------- | ---------- | ---------- | ----- | ----- | ------ | ------ |
| 2015/16                        | FC Twente        | Nederland      | Eredivisie     | 1          | 0          | 0     | 0     | 1      | 0      |
| 2016/17                        | Jong FC Twente   | Nederland      | Tweede divisie | 24         | 3          | –     | –     | 24     | 3      |
| 2017/18                        | → Vendsyssel FF  | Denemarken     | 1. division    | 0          | 0          | 0     | 0     | 0      | 0      |
| 2017/18                        | Jong FC Twente   | Nederland      | Derde divisie  | 10         | 1          | 0     | 0     | 10     | 1      |
| 2017/18                        | → HHC Hardenberg | Nederland      | Tweede divisie | 15         | 3          | 0     | 0     | 15     | 3      |
| 2018/19                        | HHC Hardenberg   | Nederland      | Tweede divisie | 9          | 0          | 0     | 0     | 9      | 0      |
| 2019/20                        | Excelsior'31     | Nederland      | Derde divisie  | 23         | 1          | 3     | 0     | 26     | 1      |
| Carrièretotaal                 | Carrièretotaal   | Carrièretotaal | Carrièretotaal | 82         | 8          | 3     | 0     | 85     | 8      |
| Bijgewerkt op 11 augustus 2020 |                  |                |                |            |            |       |       |        |        |